# Razès

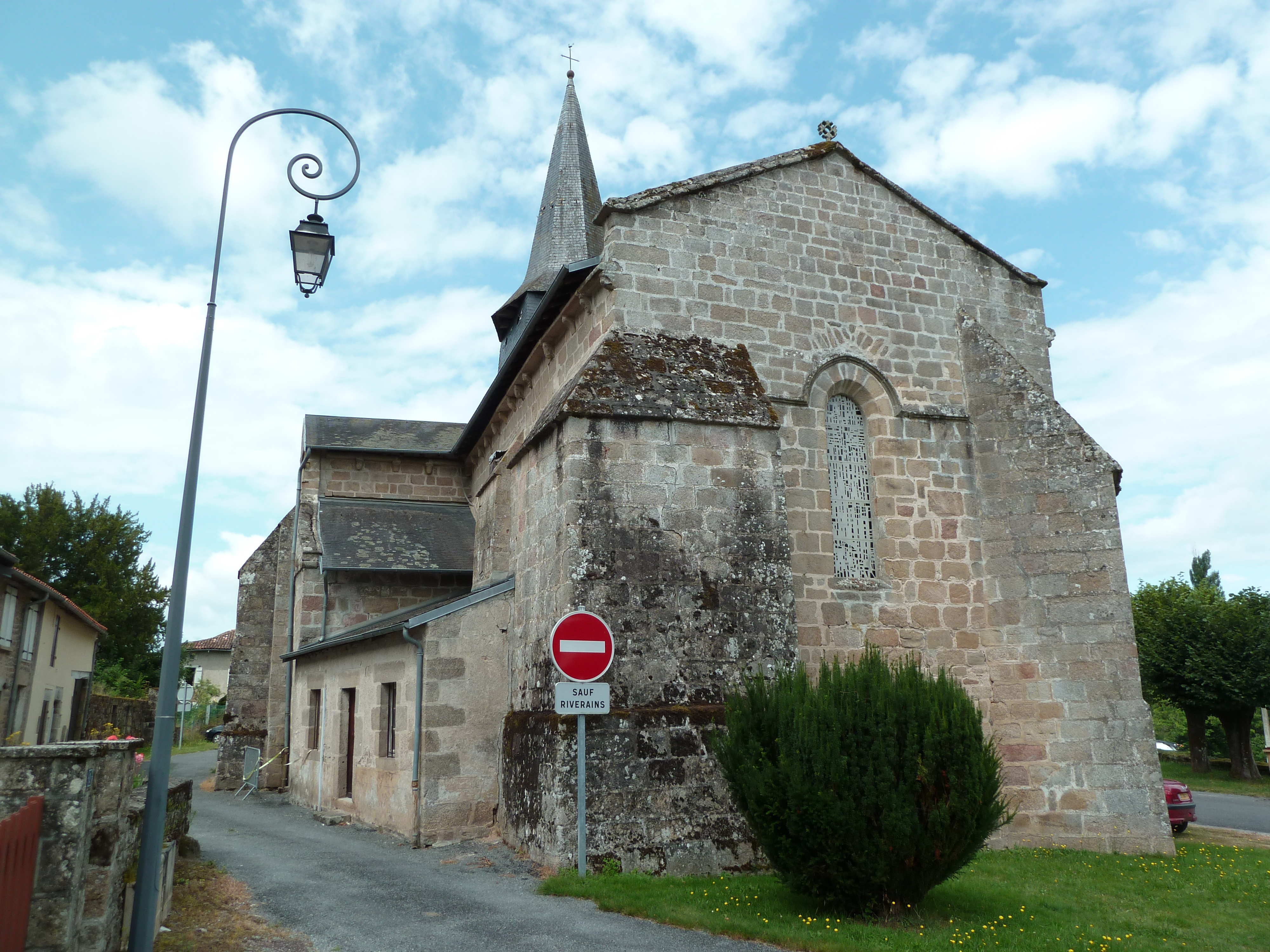
Kościół (2012)

Razès – miejscowość i gmina we Francji, w regionie Nowa Akwitania, w departamencie Haute-Vienne.
Według danych na rok 1990 gminę zamieszkiwało 919 osób, a gęstość zaludnienia wynosiła 38 osób/km² (wśród 747 gmin Limousin Razès plasuje się na 139. miejscu pod względem liczby ludności, natomiast pod względem powierzchni na miejscu 261.).

## Populacja

Populacja Razès w latach 1962–2008